# Pietro Tribuno
Pietro Tribuno (døde 912) var doge i Venedig fra 887 til sin død. Han var søn af Domenico Tribuno og Agnella, niece af Pietro 1. Candiano, som han efterfulgte som doge efter en kort periode, hvor den gamle og svagelige Giovanni 2. Participazio styrede byen. 
Straks efter sin tiltrædelse begyndte han forhandlinger med efterfølgerne af Karl den Tykke. I 888 indgik han en traktat med Arnulf af Kärnten, og det gentog sig i 891. Den første traktat sikrede jurisdiktion over venetianske borgere i udlandet. Formålet med denne bestemmelse var at forøge den venetianske handel med Frankerriget ved at tildele sådanne købmænd, som deltog i denne handel, deres egne loves beskyttelse. De økonomiske fordele var øjeblikkelige, og i 890'erne voksede Venedigs forholdsvis nye jernindustri. Samtidig fortsatte landvindingen. 
I 898 invaderede ungarerne Venedig for første gang, men dette angreb viste sig at blive forløberen for noget mere permanent. I 899 blev hele Lombardiet løbet over ende. Ungarerne vendte sig herefter mod Venedig. Først faldt Cittanova, Fine og Equilo og derpå  Altino. Til sidst, da de kom forbi Chioggia og Pellestrina mod Malamocco, ankom ungarerne til Albiola hvor de mødte en stor venetiansk styrke under Tribuno, som ventede på dem. Ungarerne brugte små både til at krydse vandløb, og de viste sig særdeles ineffektive mod de venetianske galejer. Ungarerne blev slået på flugt i den første store militære sejr for Venedig siden sejren over Pippin af Italien næsten 100 år tidligere. 
Efter at ungarerne var flygtet, gik Tribuno i gang med at forbedre det indre forsvar af Rialto. Han byggede en stor mur fra det østlige Olivolo til Riva degli Schiavoni og derfra til San Maria Zobenigo. Han udspændte også en stor kæde over Canal Grande fra San Gregorio på Dorsoduro til det sted hvor Palazzo Gaggia ligger nu. Ifølge kronikøren Johannes, som skrev et århundrede senere, blev Venedig med bygningen af denne mur en civitas, hvilket ofte oversættes med "by", en begivenhed som markerede et vendepunkt i Venedigs historie. 
Tribuno døde i 912 og blev begravet i San Zaccaria. Han blev efterfulgt af Orso 2. Participazio.